# Luke Voit
Louis Linwood Voit (né le 13 février 1991 à Wildwood, Missouri, États-Unis) est un joueur de premier but de la Ligue majeure de baseball.

## Carrière
D'abord réclamé par les Royals de Kansas City au 32e tour de sélection du repêchage amateur de 2009, Luke Voit ignore l'offre, rejoint les Bears de l'université d'État du Missouri, et signe son premier contrat professionnel avec les Cardinals de Saint-Louis, qui le réclament au 22e tour du repêchage de 2013. 
Receveur à Missouri State,, Voit devient joueur de premier but à ses débuts professionnels dans les ligues mineures en 2013.
Il fait ses débuts dans le baseball majeur avec les Cardinals de Saint-Louis le 24 juin 2017. À son premier passage au bâton, il est atteint par un lancer de Jhan Mariñez des Pirates de Pittsburgh. Il est le premier joueur des Cardinals depuis 1918 à qui la chose arrive à son premier passage au bâton en carrière.